# Танага (тип вірша)
Танага(тип вірша) (Tanaga (з філіппінської) — хайку)- жанр філіппінської ліричної поезії, що складається із чотирьорядкової строфи з системою римування AAAA.

## Структура поезії
Структурною особливістю даного ліричного жанру є семискладовість кожної строфи з відповідним римуванням: АААА.

## Особливості жанру
Поетика танаг вирізняється метафоричністю.
Як і японські хайку, вони не мають назви, адже вважаються поетичними формами інтуїтивного осягнення філософії буття, що покликані описати момент, почуття, емоції, створити ситуацію. Дані поезії можуть бути своєрідними моральнимм уроками, фрагментами етичного кодексу філіппінців. Саме тому — танаги передавалися із покоління в покоління спочатку усно і містять велику кількість народних прислів'їв. Основне завдання, що ставив автор перед собою — заставити читача розгадати смисл поезії.

## Історія жанру
Танага — один із найдавніших як жанрів філіппінського фольклору. Його виникнення припадає на період домінування в культурі етнічної групи тагалів. Перші танаги написані тагальською мовою. З часів колоніального завоювання Філіппін Іспанією (XVI століття) поширення набувають танаги, написані іспанською, а потім і англійською мовами.
Філіппінські поети перевіряли власну майстерність римування, вибір метафор, створення головоломок для читачів на своєрідних мистецьких змаганнях з написання танаг.
Довгий час танаги відносилися до вимираючого виду мистецтва. Та в 1980 році за ініціативи відомого філіппінського поета, есеїста, драматурга Віма Надери (Vima Naderи) Культурний центр  Філіппін проводить відповідні заходи щодо відродження та популяризації цієї форми поезії, як автентичною тагальською мовою, а також іншими західними мовами.
Сучасна танага спирається на семискладовість кожної з чотирьох строф, але вже допускається варіативнсть рим: AABB, ABAB, ABBA, AAAB, BAAA, ABCD.